# La Malín
La Malín är en ort i Mexiko.   Den ligger i kommunen Comapa och delstaten Veracruz, i den sydöstra delen av landet, 250 km öster om huvudstaden Mexico City. La Malín ligger 726 meter över havet och antalet invånare är 114.
Terrängen runt La Malín är platt åt sydost, men åt nordväst är den kuperad. Terrängen runt La Malín sluttar brant österut. Runt La Malín är det ganska tätbefolkat, med 90 invånare per kvadratkilometer. Närmaste större samhälle är Huatusco de Chicuellar, 19,2 km väster om La Malín. I omgivningarna runt La Malín växer huvudsakligen savannskog.